# ماورو (لاعب كرة قدم)
ماورو (بالبرتغالية: Mauro Torres Homem Rodrigues‏) هو لاعب كرة قدم برازيلي في مركز الدفاع، ولد في 22 مارس 1932 في ريو دي جانيرو في البرازيل. لعب مع نادي فلومينينسي.

## وصلات خارجية
- ماورو (لاعب كرة قدم) على موقع الاتحاد الدولي (مؤرشف)  (الإنجليزية)
- ماورو (لاعب كرة قدم) على موقع أوليمبيديا (الإنجليزية)